# Акискал, Акоп
Акоп Сурен Акискал (арм. Հակոբ Ակիսկալ, англ. Hagop S. Akiskal; 16 января 1944, Бейрут, Ливан — 20 января 2021, Ла-Холья, Сан-Диего, Калифорния, США) — американский учёный-психиатр армянского происхождения, доктор медицинских наук, профессор. Произвёл революцию в области клинической психиатрии. Один из величайших учёных-психиатров.
Он наиболее известен своими исследованиями темперамента и биполярного расстройства (маниакальной депрессии).
Был пионером в изучении расстройств настроения в амбулаторных условиях. В Университете Теннесси он основал клиники, которые приобрели всемирную известность.
Почётный доктор НАН РА.

## Биография
Родился в Бейруте, Ливан, 16 января 1944 года.
Акискал получил медицинскую степень в Американском университете в Бейруте в 1969 году. После этого он переехал в США и получил психиатрическую подготовку в университетах Теннесси и Висконсина в Мэдисон. Он был назначен профессором психиатрии и фармакологии в Университете Теннесси (1972–1990), а затем принят на работу в качестве старшего научного советника директора Национального института психического здоровья в Бетесде, штат Мэриленд (1990–1994).
После этого он стал профессором психиатрии и директором Международного центра настроения Калифорнийского университета в Сан-Диего. В его фундаментальных работах по нозологическому положению циклотимического расстройства и «невротической депрессии» было продемонстрировано, что циклотимия и хронические легкие депрессии являются субаффективными/тонкими или «эмбриональными» депрессиями.
Это были первые эмпирические результаты, показавшие, что легкая психопатология не означает автоматически «невроз» или расстройство личности психосоциального происхождения, требующее психотерапии. Основываясь на этих результатах, профессор Акискал был одним из первых, кто описал биполярный и униполярный спектр настроения, который представляет собой генетическую, биологическую и фармакологическую преемственность от легких до тяжелых клинических проявлений униполярных и биполярных расстройств настроения. Будущие независимые исследования неоднократно повторяли и подтверждали эти выводы.
В начале 1980-х годов в Университете Теннесси Акискал основал клиники, которые приобрели всемирную популярность благодаря его философии проведения клинической подготовки и исследований при одновременном предоставлении высококачественной амбулаторной помощи. Основываясь на своих наблюдениях за пациентами с биполярным расстройством, получавшими длительную терапию литием, которые показали заметное снижение смертности от самоубийств, он был одним из первых, кто ясно предположил, что ключевым элементом предотвращения самоубийств является лечение основного психического заболевания. Последующие работы профессора Акискала, который был заслуженным профессором психиатрии Калифорнийского университета в Сан-Франциско, были посвящены депрессивным смешанным состояниям.
Эти работы стимулировали нескольких американских и зарубежных (итальянских, французских, немецких, венгерских, норвежских, португальских, греческих и т. д.) коллег, чьи результаты показали большое совпадение между депрессивными смешанными состояниями и возбуждением и что возбужденная униполярная депрессия была самым мягким перекрёстным расстройством. Это был весьма важный шаг в современной нозологии, позволивший по-новому взглянуть на униполярно-биполярную классификацию расстройств настроения и показав, что между этими двумя традиционно резко различаемыми клиническими формами существует континуум.
За последние 30 лет работа профессора Акискала по аффективному темпераменту оказалась особенно плодотворной для современных исследований. Его «Оценка темперамента Мемфиса, Пизы, Парижа и Сан-Диего — автоопросник», вскоре получивший название «шкала TEMPS-A», была переведена на более чем 15 языках. Результаты его исследований ясно показывают важность аффективного темперамента в развитии, формировании симптомов, течении и реакции на лечение расстройств настроения.
Он также был одним из первых ученых, которые высказали предположение о том, что монотерапия антидепрессантами (не защищенная стабилизаторами настроения или атипичными антипсихотиками) может вызывать не только быструю цикличность, но также может привести к резистентности к лечению и в конечном итоге может ухудшить поперечную клиническую картину депрессии и таким образом косвенно индуцируют суицидальное поведение. Это говорит о том, что редкие случаи суицидального поведения, вызванного антидепрессантами, могут быть связаны с нераспознанной биполярностью, а совместная терапия стабилизаторами настроения может защитить пациентов от этой ятрогении.
У профессора Акискаля были очень обширные и интенсивные национальные и международные исследовательские сотрудники, включая иностранных коллег из Италии, Франции, Германии, Венгрии, Ливана, Португалии, Норвегии, Испании, Японии, Турции, Аргентины, Бразилии, Греции и т. д. Он также организовал несколько международных симпозиумов и конгрессов, в том числе серию «Международного обзора биполярных расстройств». Выступал в качестве приглашенного докладчика и прочитал несколько основных лекций на различных национальных и международных конференциях психиатров по всему миру, включая три Международных симпозиума по биполярным расстройствам, организованных в Будапеште.

## Награды
Акискал был удостоен всех самых престижных наград в области психиатрии. Благодаря своим новаторским работам и широкой совместной деятельности он получил несколько премий и наград, в том числе Золотую медаль за пионерские исследования (Общество биологической психиатрии), немецкую премию Анны Моники за депрессию, премию NARSAD за аффективные расстройства, премию 2002 г. Жана Деле за международные совместные исследования (Всемирная психиатрическая ассоциация), а также французская премия Жюля Байярже и итальянская премия Аретеуса за исследования в области расстройств настроения, включая аффективный темперамент и различные клинические проявления спектра униполярных и биполярных расстройств настроения.